# Caledanapis dzumac
Caledanapis dzumac är en spindelart som beskrevs av Norman I. Platnick och Forster 1989. Caledanapis dzumac ingår i släktet Caledanapis och familjen Anapidae.
Artens utbredningsområde är Nya Kaledonien. Inga underarter finns listade.